# Ucciderò un uomo
Ucciderò un uomo (Que la bête meure) è un film del 1969 diretto da Claude Chabrol.

## Trama
Il piccolo Michel, figlio di Charles Thénier, scrittore di racconti per l'infanzia, viene travolto e ucciso da un'auto pirata. Vedovo e solo, il padre giura a se stesso di ritrovare il colpevole e di fargli pagare il suo delitto con la vita. Da quel momento, annotandone in un diario le tappe, egli comincia la sua segreta caccia all'uomo. Il caso vuole che a fornirgli una traccia concreta sia un vecchio contadino, incontrato lungo una strada di campagna. Secondo il racconto di questi il giorno in cui fu ucciso il bambino si impantanò da quelle parti una grossa auto sportiva, con a bordo un uomo e una donna: lei sconvolta, lui violento, urtato dalla sue lacrime. La donna, Hélène, è una nota attrice televisiva; Charles la rintraccia, la frequenta, giunge fino all'uomo così intensamente cercato: Paul, cognato della donna. Ospite, con Hélène, in casa sua, Charles si accorge che l'uomo, abietto, meschino e brutale, è odiato anche dai suoi familiari: lo stesso suo figlio, Philippe si augura di avere la forza d'ucciderlo. Paul, però, è anche un indiscreto, scopre il diario di Charles e le sue intenzioni, si premunisce consegnando il quaderno a un notaio: se gli accadrà di essere ucciso, si saprà chi sarà stato il colpevole. Invitato ad andarsene, Charles si allontana con Hélène. La sera stessa, la televisione diffonde la notizia che Paul è stato avvelenato ed è morto fra atroci sofferenze. Lo scrittore viene dichiarato in arresto, ma scagionato da Philippe, che dichiara di essere stato lui ad uccidere il padre. In una lettera a Hélène, però, Charles, dichiara che Philippe è innocente: per parte sua, egli scomparirà per sempre.